# Hippeastrum puniceum
Hippeastrum puniceum é uma planta perene bulbosa nativa das regiões tropicais da América do Sul, embora tenha se naturalizado em outros lugares.  Os nomes comuns incluem lírio de Barbados, lírio da Páscoa, lírio do cacau, lírio do cacau e lírio amarílis, embora não seja um lírio nem uma espécie de Amaryllis.

## Descrição
As plantas têm 4-6 folhas, cada uma das quais é verde brilhante, 30-60 cm de comprimento por 2,5–3 cm de largura, em forma de cinta (lorate) e afunila no final para um ápice agudo. As folhas não estão totalmente desenvolvidas quando as flores aparecem (isto é, elas são mais ou menos histéricas). As flores nascem em umbela em um caule (escapo) que tem 40–60 cm de altura. O umbel tem brácteas lanceoladas verdes em sua base. As pétalas, ou mais precisamente tépalas, são vermelho-alaranjadas com bases mais pálidas. As duas tépalas inferiores são muito mais estreitas que as laterais.

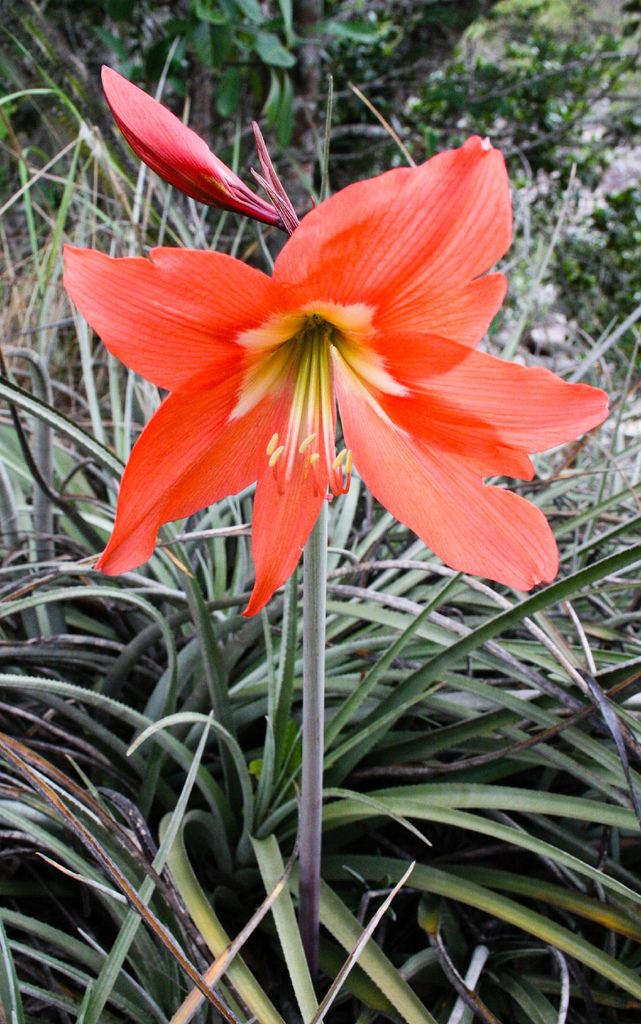
Inflorescência
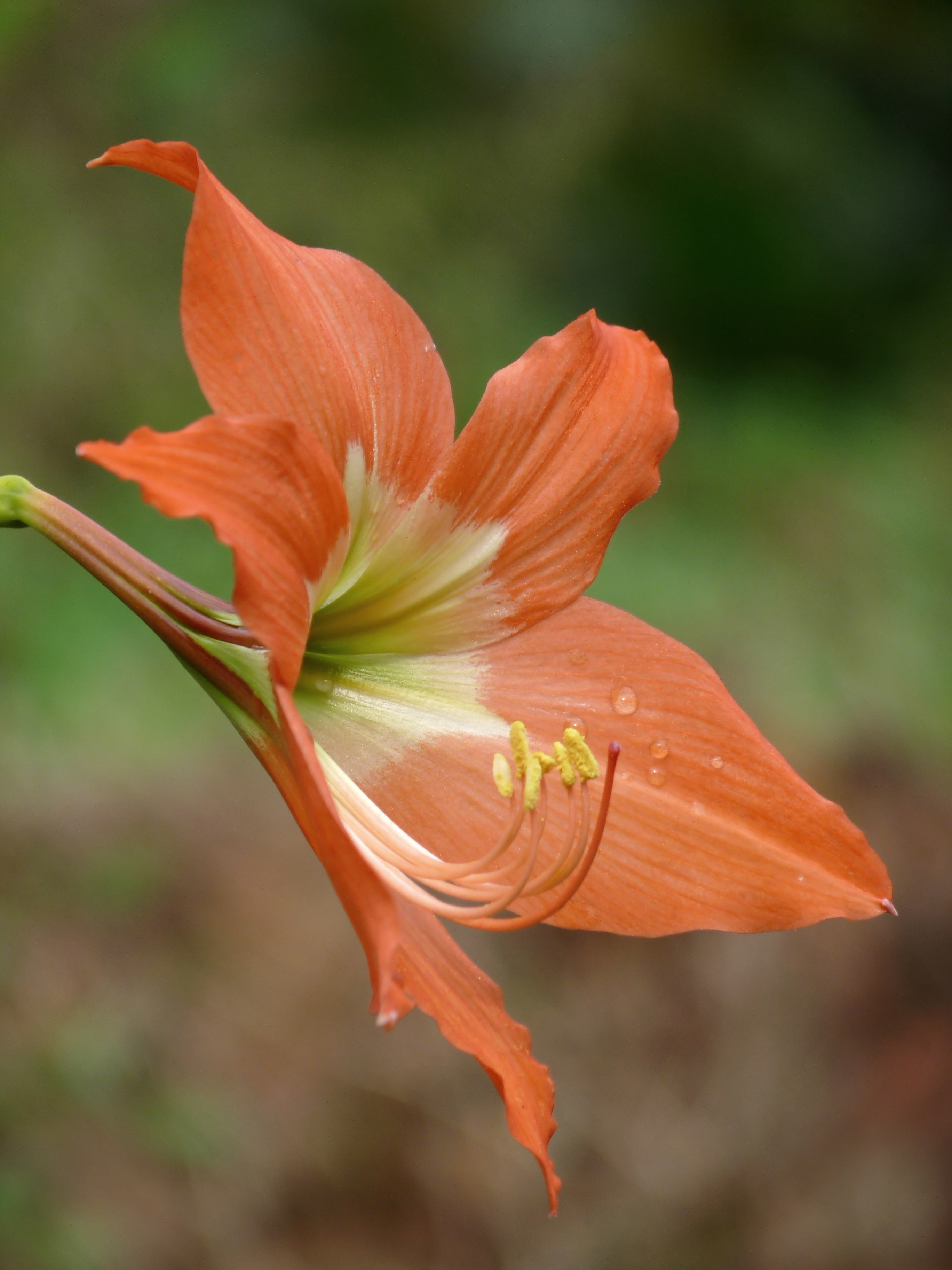
Inflorescência
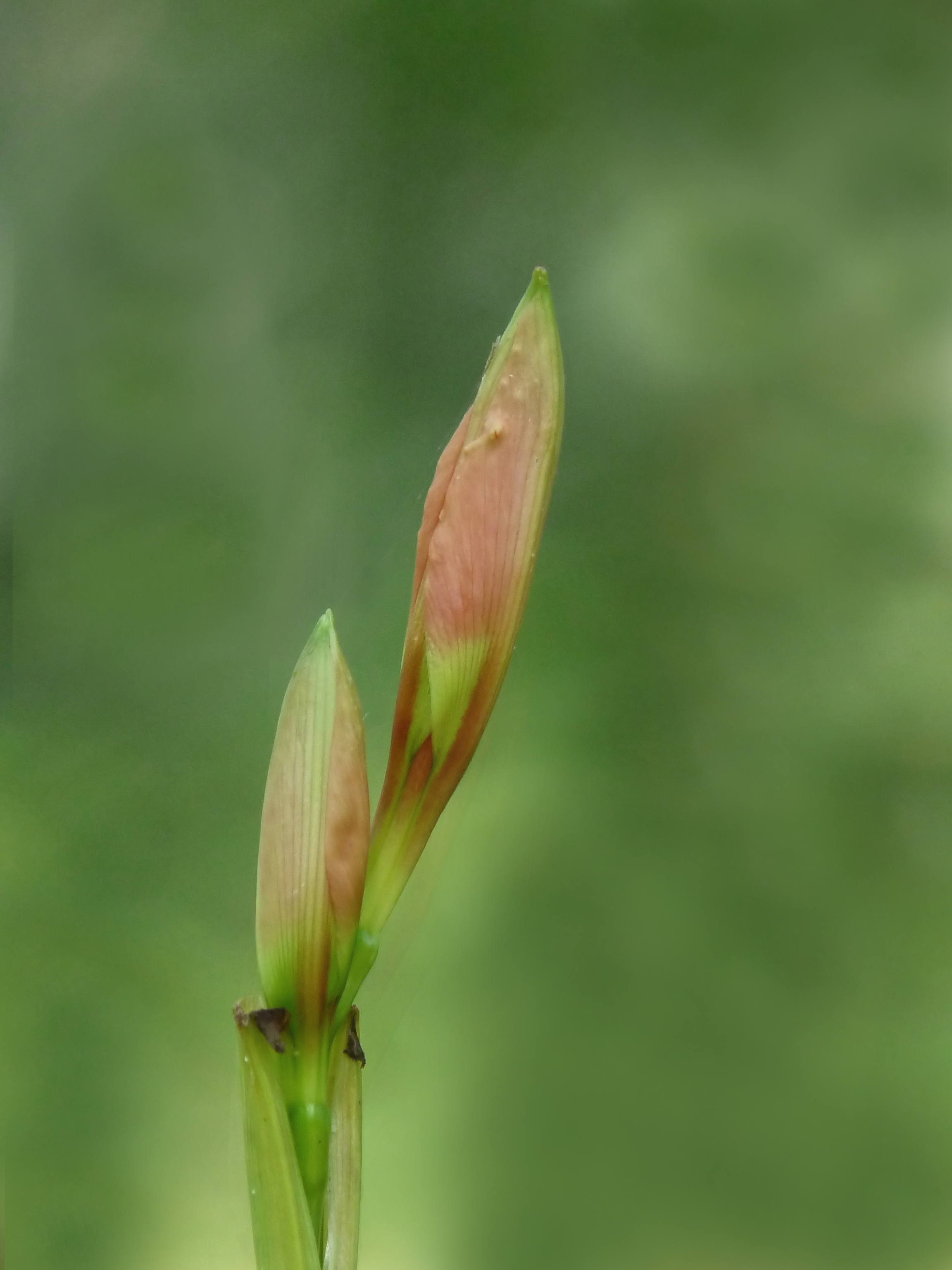
Flores
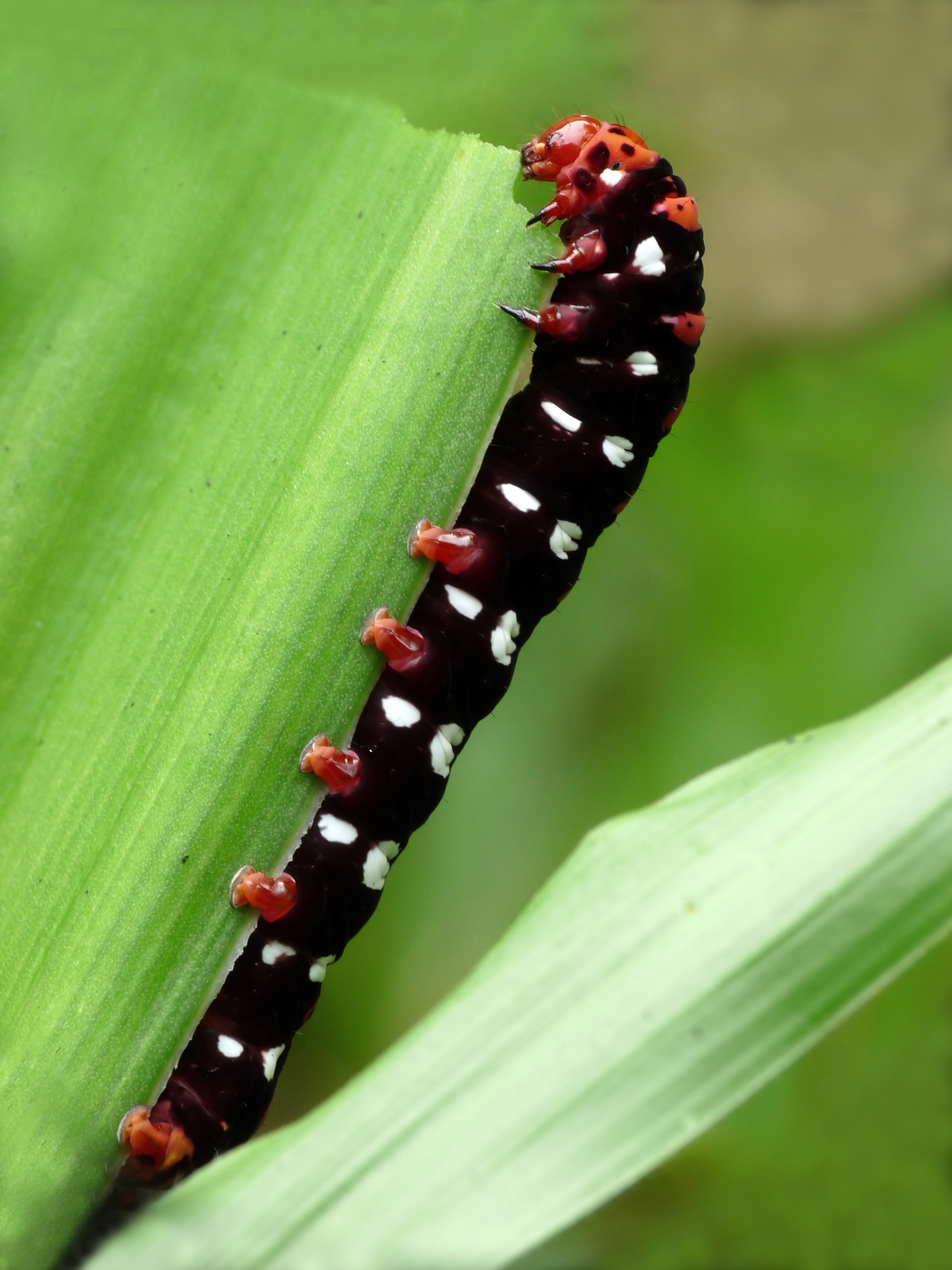
Polytela gloriosae (traça de lírio) larva alimentado-se da folha
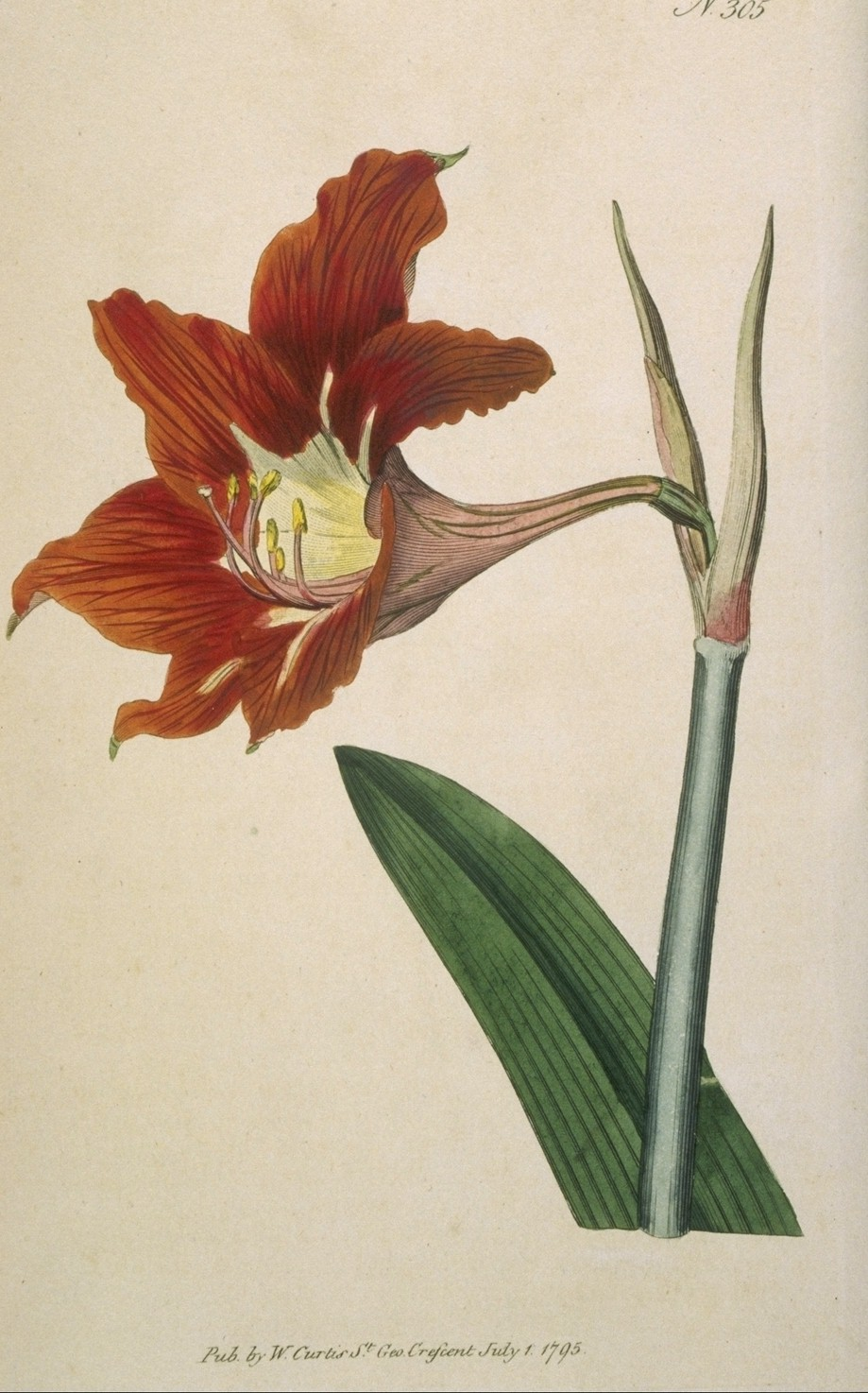
Ilustração por William Curtis, S. 1795. Curtis's Botanical Magazine